# Булаир
Булаир (болг. Булаир) — село в Болгарии. Находится в Варненской области, входит в общину Долни-Чифлик. Население составляет 155 человек.

## Политическая ситуация
Булаир подчиняется непосредственно общине и не имеет своего кмета.
Кмет (мэр) общины Долни-Чифлик — Борислав Николаев Натов (независимый) по результатам выборов.